# Marcel Tournier
Pour les articles homonymes, voir Tournier.
Ne doit pas être confondu avec Marcel Tournier (physicien).
Marcel Lucien Tournier est un harpiste et compositeur français né le 5 juin 1879 à Paris 10e et mort le 8 mai 1951 à Paris 16e.

## Biographie
Né dans un milieu musical (son père, Joseph Alexis Tournier, était facteur d'instruments de musique; son proche parent, Henri Merckel, fut un violoniste de renom), Marcel Lucien Tournier étudie tout d'abord (comme ses six frères et sœurs) le piano et le solfège au Conservatoire de Paris. Puis, à l'âge de 16 ans, il s'oriente vers la harpe et est l'élève  d'Alphonse Hasselmans. Il remporte le Premier prix de harpe en 1899.
Il étudie la composition avec Charles-Marie Widor, Georges Caussade (contrepoint), Charles Lenepveu (harmonie). En 1909, il remporte le Grand Prix de Rome avec sa cantate La Roussalka, puis l'Institut de France lui décerne le Prix Rossini pour sa musique de scène Laure et Pétrarque. À la même époque, il est harpiste à la Société des Concerts Lamoureux, avant d'entrer dans l'orchestre de l'Opéra de Paris. 
Ces qualifications lui permettent d'être choisi par Gabriel Fauré, de préférence à Henriette Renié, pour succéder en 1912 à Alphonse Hasselmans comme professeur au Conservatoire de Paris où il enseigne jusqu'en 1948. Lily Laskine lui succèdera à ce poste.

## Compositions
Marcel Tournier a beaucoup composé :  œuvres pour orchestre, piano, violon, violoncelle, musique vocale, un ballet et plusieurs musiques de scène. Mais ses œuvres sont principalement destinées à son instrument :  la harpe, le plus souvent seule, mais parfois dans des œuvres de musique de chambre pour chant, violon, violoncelle ou quatuor à cordes et harpe, ou encore en quintette pour trio à cordes, flûte et harpe.

### Pour harpe seule
- Quatre Suites (1897)
- Quatre Préludes, suite I, op. 16 (1903) - I. Tranquille II. Pas trop vite III. Lent IV. Allegretto (à mesdemoiselles Carmen Roych et Mathilde Mesquita Luro)
- Féerie : Prélude et danse (1912) (à mon Maître Alphonse Hasselmans)
- Air à danser - Petite pièce brève et facile (1913)
- Berceuse - Petite pièce brève et facile (1913)
- Soupir et Offrande - Deux petites pièces brèves et faciles
- Quatre Préludes, suite II (1917)
- Vers  la source dans le bois (1922) (à Miss Lucile Johnson)
- Trois Images, suite I, op. 29 (1925) - I. Clair de lune sur l'étang du Parc. Très calme ; II. Au seuil du Temple. Mélancoliquement ; III. Lolita la danseuse. Animé, rythmé (à Micheline Kahn)
- Sonatine, op. 30 (1924) - I. Allègrement II. Calme et expressif III. Fiévreusement (en souvenir de mon ami Fernand Halphen)
- Six Noëls, op. 32 (1926) (à Madame Pierre Collet)
- Trois Images, suite II, op. 35 (1930) - I. Les Enfants à la crèche de Noël. Allegretto moderato II. L'Étrange Cavalier. Mouvementé III. La Marchande de frivolités. Con Spirito (à Henrik Boye)
- 2e Sonatine, op. 45 - I. Allegro II. Dans une atmosphère fiévreuse de nocturne III. Mouvementé (à Renée Lénars, ma femme)
- Jazz-band, op. 33
- Scherzo romantique, op. 38 (1932)
- Images, suite III, op. 39 - I. Les Ânesses grises sur la route d'El-Azib. D'un mouvement allant - II. Danseuse à la fontaine d'Aïn-Draham. Calme modéré - III. Soir de fête à Sedjenane. Joyeusement (à Nicanor Zabaleta)
- Images, suite IV - X. La Volière magique. Délicatement XI. Cloches sous la neige. Modéré XII. La Danse du Moujik. Rythmé (à Mireille Flour, professeur au Conservatoire Royal de Bruxelles)
- Berceuse russe, op. 40 (1932) (à la Princesse Michel Oukhtomsky)
- Pièces nègres, op. 41 (1935) - I. Berceuse nègre. Dolce con spirito II. La Jeune Fille au voile. Ingenuamente III. Ronde des négrillons. Muovementé (à Madame Meunier-Gendrot, soliste des Concerts Colonne)
- Encore une boîte à musique, op. 43 (1935) (à Mademoiselle Maria Grossi, professeur au Conservatoire Royal de Musique de Florence)
- Au matin - Étude de concert (1940) (à Madame R. Benda)
- Le Rouet enchanté, op. 44
- Fresque marine, op. 46 (en souvenir d'une grande et belle âme d'artiste Doïna Michaïlesco (1921-1941))
- Pastels du vieux Japon, op. 47 (1948) - I. Berceuse du vent dans les Cerisiers. Calme et doux II. Le Koto chante pour l'Absente. Tristement III. Le danseur au Sabre. Énergiquement (à Yoshié Abë)
- Ce que chante la pluie d'automne, op. 49 (à Thérèse Hansen, professeur au Conservatoire de Reims)
- Au hasard des ondes, op. 50 (1953) - I. Au Japon : Concert de Koto. Modéré (à Marie-Claire Trachier, professeur à l'école Supérieure de Musique de Paris) II. En Chine : Promenade du Mandarin. Calme et nonchalant (à Françoise Kempf) III. En Afrique : Fête chez les nègres. Avec entrain (à Bernard Zighera, harpiste solo de la Boston symphony orchestra et professeur au New England Conservatory de Boston) IV. En France : a) L'Éternel Rêveur. Nocturne b) Vision de mer (à Jacqueline Borot, harpiste solo des Concerts Colonne) V. En Scandinavie : Légende de Bossu-Boiteux. En scherzo (à Janine Moreau, professeur au Conservatoire de Stocholm) VI. En Roumanie : a) Nani... Nani... Berceuse pour Sanda. Tendre et naïf b) Berceuse du cavalier. D'une allure modérée (à Sabine Nicolesco, professeur à l'académie de musique de Bucarest) VII. En Italie : Napoli-Tarantella. Vif, gai, bien rythmé (à Bernard Zighera harpiste solo de la Boston symphony orchestra et professeur au New England Conservatory de Boston)
- Thème et Variations (à Raphaël Martenot)

### Pour piano seul
- Cortège (1912)
- Deux Esquisses (1914)
- Du côté de la mer, op. 26 (vers 1925)
- Deuxième valse, op. 27 (vers 1925)

### Musique de chambre

#### Musique vocale
- La Lettre du jardinier, mélodie sur un poème d'Henry Bataille pour chant et harpe (ou piano)

#### Pour violon et piano (ou harpe)
- Chanson folle, op. 18 (1903)
- Deux Préludes romantiques, op. 17 (1909)
- Sérénade (1911)
- Promenade à l'automne (1912), également dans une transcription pour violoncelle et harpe

### Pour petit ensemble
- Suite (1929) pour flûte, violon, alto, violoncelle, harpe et piano
- Quintette pour trio à cordes, flûte et harpe

## Postérité
Parmi ses principaux élèves, on peut citer :
- Nicanor Zabaleta
- Bernard Zighera, harpiste du Boston Symphony Orchestra
- Jacqueline Borot, qui sera son assistante au Conservatoire de Paris avant d'y enseigner de 1958 à 1984
- Gérard Devos, compositeur, chef d'orchestre et professeur de harpe au Conservatoire de Paris de 1963 à 1992
- Odette Godeau
- Pierre Spiers
- Elizabeth Fontan-Binoche
- Huguette Domange, harpiste et professeure de musique au Conservatoire de Fontainebleau

ainsi que celle qui allait devenir son épouse en 1922, Renée Lenars (1889-1971), première et seule titulaire de la classe de harpe chromatique au Conservatoire de Paris.